# NGC 5267
NGC 5267 este o hi (21cm) source⁠(d) situată în constelația Câinii de Vânătoare. A fost descoperită în 28 aprilie 1827 de către John Herschel. Se află la o distanță de 87,78 de megaparseci de Pământ.